# Special Olympics Armenien
Special Olympics Armenien (englisch Special Olympics Armenia) ist ein Verband von Special Olympics International mit Sitz in Jerewan. Sein Ziel ist, Menschen mit geistiger Beeinträchtigung und Mehrfachbeeinträchtigung das ganze Jahr über die Möglichkeit anzubieten, Sport zu treiben. Durch den Sport können sie ihren Mut unter Beweis stellen, sich fit halten, sich in eine Gemeinschaft integrieren und Freundschaften zu anderen Athleten knüpfen. Special Olympics Armenien betreut auch das armenische Team bei nationalen und internationalen Special Olympics Wettbewerben.  

## Geschichte
1990 wurde der Verband Special Olympics Armenien gegründet.

## Aktivitäten
2019 waren 2885 Athletinnen, Athleten und Unified Partner sowie 1224 Trainer bei Special Olympics Armenien registriert.  Der Verband nimmt an mehreren Programmen von Special Olympics International teil, nämlich an Unified Schools, Unified Sports, Athlete Leadership und Young Ahtletes.

### Teilnahme an vergangenen Weltspielen
- 2007 Special Olympics World Summer Games, Shanghai, China (6 Athletinnen und Athleten)
- 2011 Special Olympics World Summer Games, Athen, Griechenland (4 Athletinnen und Athleten)
- 2013 Special Olympics World Winter Games, PyeongChang, Südkorea (2 Athleten)
- 2015 Special Olympics World Summer Games, Los Angeles, USA (5 Athletinnen und Athleten)
- 2017 Special Olympics World Winter Games, Graz-Schladming-Ramsau, Österreich (2 Athleten)
- 2019 Special Olympics, World Summer Games, Abu Dhabi, Vereinigte Arabische Emirate (2 Athleten)[2]
- 2025 Special Olympics World Winter Games, Turin, Italien (2 Athletinnen und Athleten)[3]

### Teilnahme an den Special Olympics World Summer Games 2023 in Berlin
Special Olympics Armenien nahm an den Special Olympics World Summer Games 2023 in Berlin teil. Die armenische Delegation wurde vor den Spielen im Rahmen des Host Town Programs von Verden (Aller) in Niedersachsen betreut. Zur Eröffnung der Weltspiele in Berlin am 17. Juni war der Präsident des Landes Wahagn Chaschaturjan anwesend. Das Team gewann bei diesen Weltspielen eine Gold- und eine Silbermedaille.